# 邓泰中
邓泰中（1886年—1927年6月19日）字和卿，云南会泽人。清末民初军人。滇军指挥官之一，后成为孙中山的亲信。

## 生平
邓泰中早年赴日本留学，入东斌学堂。1905年(光绪31年)，加入中国同盟会。归国后，任新军第19镇排长。1911年（宣统3年），参加昆明重九起义。1915年(民国4年)12月，护国战争爆发，邓泰中任护国军第1军第1梯团第1支队长。次年，以军功晋升旅长。
1920年(民国9年)12月初，邓泰中、杨蓁、金汉鼎等滇军指挥官因对滇系领导人唐继尧不满而秘密集会。邓是唐的同乡，原来私交甚厚。但邓坚决主张倒唐，会议决定迅速发动兵变，并派杨蓁劝靖国军第1军军长顾品珍回师昆明。次年2月，顾、邓、杨、金等人发动兵变，这出乎正在迎击叶荃的唐继尧的意料，唐继尧急忙逃往香港。
同年，邓泰中被孙中山任命为援桂总司令。1922年(民国11年)，邓率部讨伐陈炯明，后滇军将领联名电请孙中山回粤主政。次年4月至5月，邓泰中任陆海军大元帅府高级参谋。不久，任广州大本营军政部次长。后任四川宣慰使，晋陆军上将。
1927年(民国16年)6月19日，邓泰中任国民政府代表，乘船赴九江。但船在南京江面被日本商船“南洋丸”撞沉，邓落水遇难。享年41岁。